# Llista de flora endèmica de Menorca
Actualment la flora de Menorca comprèn 83 tàxons endèmics els quals representen un 6,3% de la riquesa florística de l'illa. Aquest grau d'endemisme només és superat per Còrsega (11,08%), Creta (9,16%) i Sicília (7,2%) a la Mediterrània (que són illes amb grans elevacions i, per tant, amb una gran quantitat de nínxols ecològics). Malgrat tot, la proporció de flora al·lòctona gairebé doble la de tàxons endèmics (12,3%), i fa perillar cada cop més l'estabilitat i supervivència de les poblacions endèmiques.
Segons el mètode de Contandriopoulos i Cardona (1984) basat en el nivell de ploïdia, es poden classificar els tàxons endèmics de Menorca segons llur antiguitat: Els paleoendemismes són aquells endemismes d'origen més remot (terciari); els "esquizoendemismes paleogen" no són tan remots però provenen del començament del quaternari; els esquizoendemismes tindrien un origen recent.
La majoria d'endemismes gimnèsics són esquizoendemismes, fet que ve determinat per la unió fins a temps geològics recents de Menorca i Mallorca.
Destaca l'elevada representació d'endemismes tirrènics i la poca representació d'endemismes compartits amb les Pitiüses, cosa que fa palès l'antic lligam entre les Gimnèsies i les altres illes tirrèniques i a la vegada la història florística diferenciada dels dos subarxipèlags de les Balears.

Dels 21 endemismes únics per Menorca, cinc són considerats paleoendemismes, un nombre i una proporció elevades si tenim en compte que a la resta de les Balears només se'n comptabilitza un de sol (a Mallorca). Això podria ser causat per l'originalitat geològica i paleogeogràfica de Menorca.

## Llista defloraendèmicadeMenorca
Abreviatures:

End. Bal.: endemisme balear

End. Gym.: endemisme gimnèsic

End. Tirr.: endemisme tirrènic

End. Men.: endemisme menorquí
| Tàxon                                                                                     | Distribució         | Tipus                     |
| ----------------------------------------------------------------------------------------- | ------------------- | ------------------------- |
| Aetheorhiza bulbosa subsp. montana (Willk.) Gand.                                         | End. BaI.           | Esquizoendemisme          |
| Allium antonii-bolosii Palau                                                              | End. Gym.           | Indeterminat              |
| Allium savii ParI.                                                                        | End. Tirr.          | Apoendemisme              |
| Anthyllis hystrix (Willk. ex Barc.) Cardona, Contandr. et Sierra                          | End. Men.           | Apoendemisme              |
| Apium bermejoi L. Llorens                                                                 | End. Men.           | Paleoendemisme            |
| Aristolochia bianorii Sennen et Pau                                                       | End. Gym.           | Esquizoendemisme paleogen |
| Arum pictum subsp. saggitifolium Rosselló et L. Saez                                      | End. Gym.           | Paleoendemisme            |
| Asplenium balearicum Shivas                                                               | End. Tirr.          | Hibridogen                |
| Asplenium x thyrrhenicum Cubas, Pangua et Rosselló                                        | End. Men.           | Hibridogen                |
| Astragalus balearicus Chater                                                              | End. Gym.           | Esquizoendemisme          |
| Bellium bellidioides L.                                                                   | End. Tirr.          | Paleoendemisme            |
| Brimeura fastigiata (Viv.) Chouard                                                        | End. Tirr.          | Paleoendemisme            |
| Carex rorulenta Porta                                                                     | End. BaI.           | Esquizoendemisme paleogen |
| Centaurium erythrea subsp. enclusense (O. Bolòs, Molin. et P. Monts.) O. Bolòs et J. Vigo | End. Men.           | Esquizoendemisme          |
| Crepis triasii (Camb.) Nyman                                                              | End. Gym.           | Paleoendemisme            |
| Crocus cambessedesii Gay                                                                  | End. Gym.           | Patroendemisme            |
| Cyclamen balearicum Willk.                                                                | End. BaI - S.França | Paleoendemisme            |
| Cymbalaria aequitriloba subsp. aequitriloba (Viv.) A. Cheval.                             | End. Tirr.          | Paleoendemisme            |
| Cymbalaria aequitriloba subsp. fragilis (O.J. Rodr.) A. Cheval.                           | End. Men.           | Esquizoendemisme          |
| Daphne rodriguezii Teixidor                                                               | End. Men.           | Paleoendemisme            |
| Digitalis minor var. minor L.                                                             | End. Gym.           | Esquizoendemisme          |
| Digitalis minor var. palaui (Garcias Font) Hinz et Rosselló                               | End. Gym.           | Esquizoendemisme          |
| Dorycnium fulgurans (Porta) Lassen                                                        | End. Gym.           | Esquizoendemisme          |
| Dracunculus muscivorus (L. f.) ParI.                                                      | End. Tirr.          | Apoendemisme              |
| Erodium reichardii (Murray) DC.                                                           | End. Gym.           | Esquizoendemisme paleogen |
| Euphorbia maresii subsp. maresii Knoche                                                   | End. Gym.           | Esquizoendemisme paleogen |
| Euphorbia maresii var. minoricensis Knoche                                                | End. Men.           | Esquizoendemisme paleogen |
| Femeniasia balearica (Rodr.) Susanna                                                      | End. Men.           | Paleoendemisme            |
| Ferula communis subsp. cardonae Sanchez Cuxart et Bemal                                   | End. Men.           | Esquizoendemisme          |
| Helichrysum ambiguum (L.) C. Presl                                                        | End. Gym.           | Paleoendemisme            |
| Hippocrepis balearica Iacq.                                                               | End. Gym.           | Esquizoendemisme          |
| Hypericum balearicum L.                                                                   | End. Bal.           | Paleoendemisme            |
| Launaea cervicornis (Boiss.) Font Quer et Rothm.                                          | End. Gym.           | Esquizoendemisme paleogen |
| Lavatera triloba subsp. pallescens (Moris) Nyman                                          | End. Tirr.          | Esquizoendemisme          |
| Leucojum aestivum subsp. pulchellum (Salisb.) Briq.                                       | End. Tirr.          | Esquizoendemisme          |
| Limonium artruchium Erben                                                                 | End. Men.           | Indeterminat              |
| Limonium biflorum (Pignatti) Pignatti                                                     | End. Bal.           | Indeterminat              |
| Limonium companyonis (Gren. et Billot) Kuntze                                             | End. BaI - S.França | Indeterminat              |
| Limonium fontqueri (Pau) L. Llorens                                                       | End. Men.           | Indeterminat              |
| Limonium minoricense Erben                                                                | End. Men.           | Indeterminat              |
| Limonium minutum (L.) Chaz.                                                               | End. Gym.           | Indeterminat              |
| Limonium pseudarticulatum Erben                                                           | End. Bal.           | Indeterminat              |
| Limonium pseudebusitanum Erben                                                            | End. Bal.           | Indeterminat              |
| Limonium saxicola Erben                                                                   | End. Men.           | Indeterminat              |
| Limonium tamarindanum Erben                                                               | End. Men.           | Indeterminat              |
| Limonium tenuicaule Erben                                                                 | End. Gym.           | Indeterminat              |
| Lotus tetraphyllus L.                                                                     | End. Gym.           | Paleoendemisme            |
| Lysimachia minoricensis I. I. Rodr.                                                       | End. Men.           | Paleoendemisme            |
| Magydaris pastinaceasubsp. femeniesii O. Bolòs et I. Vigo                                 | End. Men.           | Indeterminat              |
| Mentha suaveolens subsp. insularis (Req.) Greuter                                         | End. Tirr.          | Esquizoendemisme          |
| Micromeria filiformis subsp. filiformis (Aiton) Benth.                                    | End. Bal.           | Esquizoendemisme paleogen |
| Micromeria rodriguezii Freyn et Janka                                                     | End. Bal.           | Indeterminat              |
| Ononis crispa L.                                                                          | End. Gym.           | Esquizoendemisme paleogen |
| Ophrys bertolonti subsp. balearica L. Saez et Rosselló                                    | End. BaI.           | Indeterminat              |
| Paeonia cambessedesii (Willk.) Willk.                                                     | End. Gym.           | Patroendemisme            |
| Pallenis spinosa var. gymnesica O. Bolòs et P. Monts.                                     | End. Men.           | Indeterminat              |
| Pastinaca lucida L.                                                                       | End. Gym.           | Esquizoendemisme paleogen |
| Phlomis italica L.                                                                        | End. Gym.           | Esquizoendemisme          |
| Phyllirea media var. rodriguezti. Monts.                                                  | End. Men.           | Apoendemisme              |
| Pinus halepensis var. ceciliae L. Llorens                                                 | End. Bal.           | Esquizoendemisme          |
| Polycarpon polycarpoides subsp. colomense (Porta) Pedrol                                  | End. Gym.           | Apoendemisme              |
| Polygonum romanum subsp. balearicum Raffaelli et L. Villar                                | End. Gym.           | Indeterminat              |
| Rhamnus ludovici-salvatoris Chodat                                                        | End. Gym.           | Esquizoendemisme          |
| Romulea assumptionis Garcias Font                                                         | End. Bal.           | Indeterminat              |
| Romulea revelieri Iordan et Fourr.                                                        | End. Tirr.          | Indeterminat              |
| Rosmarinus officinalis var. palaui O. Bolòs et Molin.                                     | End. Bal.           | Esquizoendemisme          |
| Santolina chamaecyparissus subsp. magonica O. Bolòs, Molin. et P. Monts.                  | End. Gym.           | Esquizoendemisme          |
| Scabiosa cretica L.                                                                       | End. Tirr.          | Esquizoendemisme paleogen |
| Senecio rodriguezii Willk. ex J. J. Rodr.                                                 | End. Gym.           | Esquizoendemisme          |
| Serapias nurrica Corrias                                                                  | End. Tirr.          | Esquizoendemisme          |
| Sibthorpia africana L.                                                                    | End. Bal.           | Esquizoendemisme paleogen |
| Silene mollissima (L.) Pers.                                                              | End. Gym.           | Esquizoendemisme          |
| Smilax aspera var. balearica Willk.                                                       | End. BaI.           | Esquizoendemisme          |
| Teucrium asiaticum L.                                                                     | End. Gym.           | Esquizoendemisme          |
| Teucrium capitatum subsp. majoricum (Rouy) T. Navarro et Rosúa                            | End. Bal.           | Esquizoendemisme          |
| Teucrium marum subsp. spinescens (Porta) Valdés-Berm.                                     | End. Men.           | Esquizoendemisme          |
| Teucrium marum subsp. subspinosum (Pourr. ex Willd.) O. Bolòs, R. Mol. et P. Monts.       | End. Gym.           | Esquizoendemisme          |
| Thapsia gymnesica Rosselló et A. Pujadas                                                  | End. Gym.           | Esquizoendemisme          |
| Thymelaea velutina (Poun. ex Cambess.) Endl.                                              | End. Gym.           | Esquizoendemisme          |
| Urtica atrovirens subsp. atrovirens Req. ex Loisel                                        | End. Tirr.          | Paleoendemisme            |
| Vicia bifoliolata J. J. Rodr.                                                             | End. Men.           | Paleoendemisme            |
| Vincetoxicum hirundinaria var. balearicum O. Bolòs et J. Vigo                             | End. Gym.           | Indeterminat              |
| Viola stolonifera J. J. Rodr.                                                             | End. Men            | Esquizoendemisme          |

## Sistema de classificació
Sistema de classificació APG III